# Trihalogenide

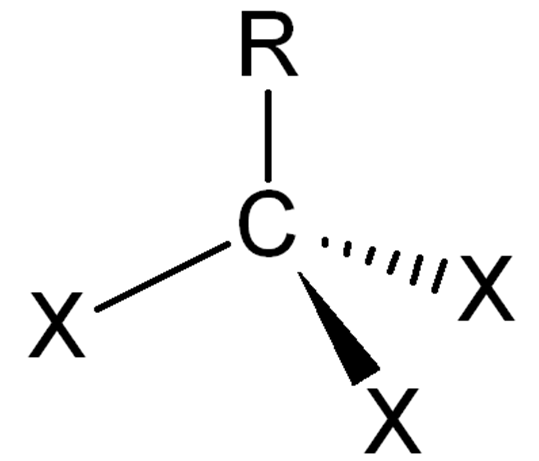
Algemene structuurformule van een trihalogenide.

Een trihalogenide is in de organische chemie een functionele groep of stofklasse, waarbij 3 halogeenatomen gebonden zijn aan hetzelfde koolstofatoom. Een voorbeeld van een eenvoudig trihalogenide is chloroform, waarbij 3 chlooratomen gebonden zijn aan koolstof. De drie halogenen hoeven echter niet noodzakelijk hetzelfde te zijn. Zo is ook chloordifluormethaan een trihalogenide.